# Gitta Saxx

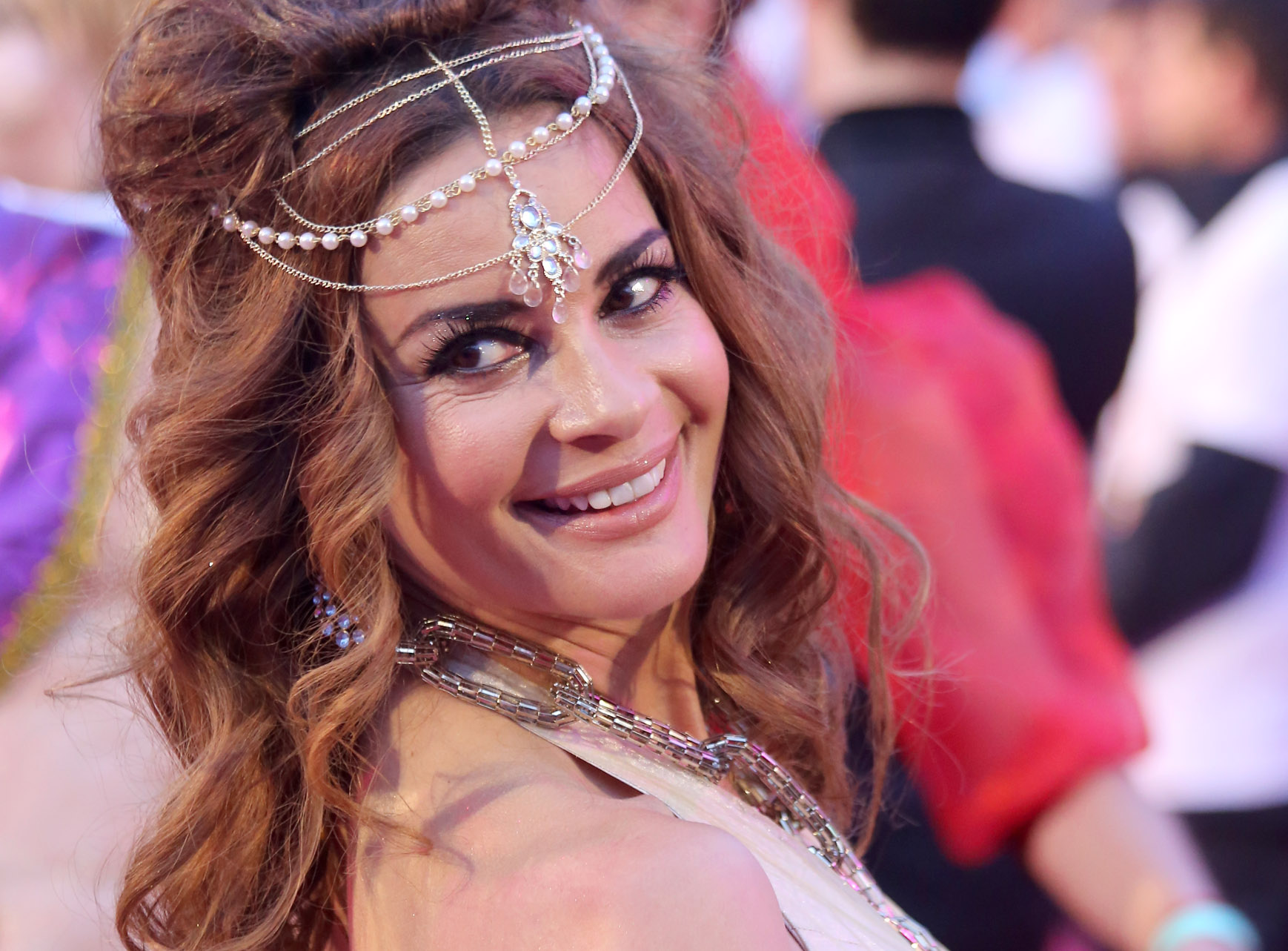
Gitta Saxx (Life Ball 2013)

Gitta Saxx (* 22. Januar 1965 in Überlingen, Baden-Württemberg; bürgerlich Gitta Ilona Sack) ist ein deutsches Fotomodell, Fotografin und DJ.

## Leben
Saxx wurde als Tochter einer deutschen Erzieherin und eines in einem Reisebüro in der Schweiz tätigen Marokkaners in Überlingen am Bodensee geboren. Ihre Mutter arbeitete in einem evangelischen Kindergarten in Konstanz, der ihr wegen des unehelichen Kindes kündigte; anschließend fand sie eine neue Stelle in Schramberg. Saxx verbrachte sieben Jahre bei Pflegeeltern. Nach ihrer dreijährigen Berufsausbildung zur Augenoptikerin wechselte sie aus beruflichen Gründen nach Stuttgart. Anfang der 1990er-Jahre gab sie den Beruf als Optikerin auf, um sich ihrer Karriere als Model zu widmen, und zog nach München.
Saxx lebte von 2009 bis 2016 in Österreich, danach wieder in München, seit 2019 in Berlin. Sie engagiert sich als Botschafterin für das Charity-Projekt Global Family, für Pro Juventute und die Stiftung Fair Play.
Sie war acht Jahre von einem Guru abhängig und verlor dabei viel Geld. Im Jahr 2016 musste Saxx Privatinsolvenz anmelden. 2025 wurde ihre finanzielle Situation in der Sat.1-Sendung Über Geld spricht man doch thematisiert.

## Karriere
1988 nahm sie an einem Fotoshooting des Magazins Playboy teil und wurde im folgenden Jahr von den Lesern zur Playmate des Jahres gewählt. Der bekannte Fotograf Hans Feurer engagierte Saxx für eine im Jahre 1990 preisgekrönte Kampagne von Kodak, die auf den Seychellen produziert wurde und ihren internationalen Durchbruch bedeutete. Es folgten Aufnahmen für bekannte Bademoden- und Wäschefirmen; Saxx war das Gesicht für Kosmetikfirmen wie Maria Galland, Lancaster, Marbert, Margret Astor und Clarins und shootete unter anderem mit den Fotografen Bruno Bisang, Conrad Godly und Stefan Indlekofer. Sie erschien auf zahlreichen Cover deutscher Magazine wie Stern, Für Sie, Freundin und Brigitte. Nebenbei trat sie in Werbespots für Douglas, C&A, „Kuschelrock Nr. 7“ (aus der CD-Reihe) und in Musik-Videos von Die Toten Hosen und Tom Novy auf.
2000 wurde sie von dem Magazin Playboy zum „Playmate des Jahrhunderts“ gewählt. Nach Auftritten in der Harald Schmidt Show und bei Beckmann folgten Engagements für Gastauftritte als Schauspielerin in Fernsehproduktionen wie Unter uns und in dem ProSieben-Film Mädchen Nr. 1.
Ihre Karriere als DJ startete sie im Jahr 2002. Sie gründete zusammen mit dem DJ-Kollegen Markus Emig das Projekt SAXX BEATZ, buchbar für Events und Fashion Shows. Gemeinsam mit ihm und Samir Maslo produzierte sie den Song A Touch of an Angel als Download-Single. Im Rahmen des SAXX BEATZ-Projektes veröffentlichte sie die CD Style Up Your Life! Vol.1. Sie tourte mit dem Projekt durch Deutschland, Österreich und die Schweiz. Bei Energy München hatte sie eine Lifestyle-Kolumne namens Saxx in the Citys, bei der sie über Fashion- und Food-Trends der Stadt München berichtete.
Im Jahr 2009 nahm sie in Österreich an der Tanzshow Dancing Stars des ORF teil. 2011 folgte ihre Teilnahme an der RTL-Realityshow Ich bin ein Star – Holt mich hier raus. 2013 trat sie in der Dokusoap Promi Shopping Queen auf VOX auf, wo sie die Folge gewann. Im selben Jahr nahm sie an der ORF-Produktion Die härtesten Jobs Österreichs teil. Es folgten die Dokusoap Promi-Frauentausch auf RTL II sowie zwei Teilnahmen an Das perfekte Promi-Dinner und der RTL-TV Show Yes we can Dance.  2015 war sie im SWR in der Sendung Krause kommt zu sehen, bei der über ihr Leben als Model und Fotografin berichtet wurde.
Als Buchautorin veröffentlichte Saxx neben ihrer Biografie Die Kurven meines Lebens den Schönheitsratgeber Jung bleiben für Anfänger und ein Rezeptbuch Die vegane Küche.
Als Fotokünstlerin fotografierte sie u. a. den Skilehrerkalender 2015, den vor ihr bereits Starfotografen wie Hubertus von Hohenlohe fotografierten. Seit Mai 2015 leitet sie Workshops zum Themenbereich Schönheit, Gesundheit und Wellness u. a. auf Kreuzfahrtschiffen der AIDA Cruises. Saxx wird von der Agentur Connections PR aus München vertreten.
In der Novemberausgabe 2018 war sie erneut im Playboy zu sehen. Im August 2021 nahm Saxx an der 9. Staffel von Promi Big Brother auf Sat.1 teil und belegte den 11. Platz.

## Veröffentlichungen
- Jung bleiben für Anfänger. Edition a, Wien 2012, ISBN 978-3-99001-039-6.
- mit Herta Scheidinger: Die Kurven meines Lebens. NEPA, Merkers-Kieselbach 2014, ISBN 978-3-944176-55-0.
- Die vegane Küche. Österreich, Wien 2015.